# Lake Barombi Mbo
Lake Barombi Mbo är en sjö i Kamerun.   Den ligger i regionen Sydvästra regionen, i den västra delen av landet, 250 km väster om huvudstaden Yaoundé. Lake Barombi Mbo ligger 314 meter över havet. Arean är 4,1 kvadratkilometer. I omgivningarna runt Lake Barombi Mbo växer i huvudsak städsegrön lövskog. Den sträcker sig 2,2 kilometer i nord-sydlig riktning, och 2,2 kilometer i öst-västlig riktning.